# Max-Planck-Institut für molekulare Biomedizin
Das Max-Planck-Institut für molekulare Biomedizin ist ein Institut in der Trägerschaft der Max-Planck-Gesellschaft. Die geschäftsführende Direktorin ist zurzeit Sara Wickström.

## Geschichte
Das Max-Planck-Institut für molekulare Biomedizin wurde am 1. August 2001 in Münster gegründet. Gründungsdirektor war Dietmar Vestweber. Im Jahr 2004 wurde das Institut um eine weitere Abteilung unter dem Stammzellforscher Hans Robert Schöler erweitert. Im gleichen Jahr erhielt das Institut seinen jetzigen Namen. Im Sommer 2006 zog das Institut in einen Neubau um. Ende 2007 wurde als Leiter der dritten Abteilung der Biochemiker Ralf H. Adams berufen, der vom „Cancer Research UK London“ nach Münster wechselte. Mit der Emeritierung von Hans Robert Schöler Ende Oktober 2021, der weiterhin mit einer Forschungsgruppe am Institut tätig ist, wurde Sara Wickström zum November 2021 als neue Direktorin ans Institut berufen.

## Abteilungen
Das MPI für molekulare Biomedizin besteht aus drei Abteilungen und verschiedenen Forschungsgruppen.
- Abteilung Vaskuläre Zellbiologie (Dietmar Vestweber); seit 1. August 2001
- Abteilung Gewebebiologie und Morphogenese (Ralf H. Adams); seit 1. Oktober 2007
- Abteilung Zell- und Gewebedynamik (Sara Wickström); seit 1. November 2021

## International Max Planck Research School (IMPRS)
Das Institut ist an der International Max Planck Research School for Molecular Biomedicine (IMPRS) beteiligt, einem englischsprachigen Doktorandenprogramm, das gemeinsam mit der Universität Münster eingerichtet wurde.